# Дуйсбург
Ду́йсбург (нім. Duisburg Німецька: [ˈdyːsbʊʁk] ( прослухати); ниж.-нім. Duisborg, вимовляється [ˈdʏsbɔɐ̯χ]) — місто на заході Німеччини. Розташоване в Північному Рейні-Вестфалії неподалік від Дюссельдорфа. Місто розташоване біля злиття річок Рейн та Рур. Населення міста становить 494 тис. осіб. Місто виникло в часи Римської імперії. Його у різні роки захоплювали франки та вікінги. В 740 році тут була закладена королівська резиденція. Місто ввійшло до складу Ганзейського союзу. У місті проживав Герард Меркатор.

## Наука і освіта
- Університет Дуйсбург-Ессен

## Відомі люди
- Густав Вайганд — німецький мовознавець, романіст і балканіст.
- Раймунд Віпперман (* 1956) — німецький хоровий диригент і викладач.